# 石井義信
石井 義信（いしい よしのぶ、1939年3月13日 - 2018年4月26日）は広島県福山市出身の 元日本代表サッカー選手、サッカー指導者。選手時代のポジションはミッドフィールダー（MF）。
元フジタ工業（旧、藤和不動産/現、湘南ベルマーレ）監督、元日本代表監督。2001年よりFC東京アドバイザー。

## 経歴

### 東洋工業時代
サッカーは高校から始めたために学生時代の実績は乏しく、1957年に福山葦陽高等学校を卒業し、一般試験で東洋工業（現、マツダ）に入社、東洋工業蹴球部(のちのマツダSC、現サンフレッチェ広島)に入部した。小沢通宏を練習相手に守備力を磨き、下村幸男監督の下で小城得達とともにハーフバック（HB）として活躍、主に相手のキーマンをマークする役割を担い、特に八幡製鉄の宮本輝紀のマーカーとして有名だった。1965年から始まった日本サッカーリーグ(JSL)創設期には1965年から1967年の三連覇、1965年と1967年天皇杯優勝に貢献。
また1965年には大橋謙三ら東洋工業の選手他で編成された「アカシアクラブ」 のメンバーとして国体優勝をしている。
一方、1962年には全日本（日本代表）に選出されるが出場は1試合に留まる。同年開催のアジア競技大会はバックアップメンバー。
また、現役選手時代から請われて高校のサッカー部他を指導し、その一つ当時は弱小だった広島工業は1960年代後半から力を付け全国的強豪となった。

### 藤和不動産/フジタ時代
1968年、広島出身の藤田正明の経営する藤和不動産が、サッカー部を新たに栃木県那須に創設。東洋工業の重松良典と共にチーム強化に貢献、その後に移籍してくる下村幸男監督と共に、自身はコーチ兼任選手として栃木県4部リーグのスタートから僅か4年でJSL1部に昇格させた。
1975年、フジタ監督に就任。前期終了後、チームは東京移転と同時にフジタ工業クラブサッカー部に名称変更。当時としては革新的な超攻撃的なチーム作りを行い、マリーニョ、カルバリオといったブラジル人選手からも信頼を寄せられ、栗本直、古前田充、上田栄治、植木繁晴らを率いて1977年シーズンを史上最多得点(64得点)でJSL1部を初制覇すると1979年も優勝。1977年と1979年には天皇杯も2度制覇した。

### JSL常任運営委員
フジタの監督を退いた1980年からJSL常任運営委員に就任。社内で厚生課長という比較的余裕のあるポジションに就いていた石井が森健兒とともに常任運営委員のリーダー格になる。1983年に木之本興三がJSL事務局へ専任となって運営に関してプロ意識を持とうという雰囲気が出てくるが、石井は1984年から現状の体制のままでJSLを活性化する方策はないかと思案し、高橋英辰総務主事と森に相談の後、改革のための小委員会をいくつか立ち上げた。ここで具体的なアイデアが検討された他、選手のプロ化の議論などが話し合われた。1986年に日本代表監督に就任したため、JSL常任運営委員の仕事はこの間離れたが、この後JSL内に開設したプロリーグ化を検討するプロジェクト（のち活性化委員会、開設準備委員会）に、森、木之本らと共に中心人物として関わり、Jリーグ創設に尽力した。

### 日本代表監督
フジタでの手腕を買われ、1986年日本代表監督に抜擢される。異例の抜擢だったため当初は固辞していたものの、岡野俊一郎から熱心に口説かれたのだという。目標である1988年のソウルオリンピックは、強敵韓国が予選を免除される好機だったが、予選まで1年しかなかったことや森孝慈前監督がパスを繋ぐサッカーを志向してオリンピック予選及びワールドカップ予選に敗退していたことを踏まえ、勝つ事にこだわる守備的なチーム作りを行い速攻と原博実の高さを活かしたセットプレーで得点を狙った。当時の日本代表は、中東勢はもちろん東南アジア諸国にも確実に勝てるレベルに無く、石井は「アジアではっきり日本より個人技が下なのは、カンボジア、ネパール、マカオぐらいだったと思う」と話している。森体制下の中心選手木村和司を不振と見て外す英断を下し、攻撃的選手は原、水沼貴史、手塚聡の3人だけ、都並敏史を守備的MFにして西村昭宏と並べ、奥寺康彦、中本邦治、加藤久、勝矢寿延、堀池巧の5人のDF、GK森下申一とし、左サイドバックの奥寺に攻守のバランスをとらせた。
アジア地区最終予選では、戦力的にやや上と見られていた中国との一騎討ちとなった。遠征先のヨーロッパで当時、主流になってきていた3-5-2システムを試行、まだこのシステムがよく分からないため、当時マツダのコーチだったオフトや奥寺に教えてもらい、中国の2トップ対策にこの3-5-2で臨む。抽選により日程は10月4日広州、同月10日東京で行うという好条件となった。チームがまとまっていない中国にアウエーで引き分ければホームで勝てるとの確信を得、この日程での試合開催を要望したが、日本サッカー協会はこれを認めず、ホームの試合開催は同月26日となった。完全アウエーの中国では原の千金ゴールで勝利したが、予想通り3週間でチームを立て直した中国にホームで敗れ、本大会出場を逃し辞任した。この最終戦では初めて先制点を取られ動揺し打つ手がなかった。なお石井の後任・横山謙三も3-5-2システムを継承している。
オリンピック本大会には攻撃的なチームで臨む構想を持っていたものの、急遽の監督就任で 石井には十分なチーム作りの時間が無かったことや 予選突破のための信念から、当時日本最高のプレイヤーと言われた木村を外して、守備的で面白くないサッカーをやった上での敗退には大きな批判を浴びた。木村は小さい体を強くするために筋量を増やしたことで逆に動きが鈍り、穴となって守備が崩れるリスクを石井は考えて外したが、木村は当初「石井さんのためにやらにゃあのー」とチームを引っ張っていたため、晩年まで木村には負い目があったと言われる。後年Jリーグが出来た頃、「あの時（ソウルオリンピック予選）、中国に勝っていたら日本のサッカーは、今もアマチュアのままだったでしょうね」と木之本興三に言われたという。

### フジタ総監督/ベルマーレ平塚
代表監督辞任後は古巣のフジタ工業に戻り、1988-89年、1989-90年シーズンは石井総監督、アラン・ジレットヘッドコーチ体制で指揮を執る。1988-89年は終盤まで優勝争いに加わり4位、1988年第68回天皇杯準優勝。しかし1989-90年は11位と低迷しチーム初の2部落ちとなった。その後は部長として サッカー部の面倒をみた。
Jリーグ発足後はベルマーレ平塚（現、湘南ベルマーレ）の取締役強化部長などを歴任。有力選手獲得などに手腕を発揮し、平塚を一時期強豪チームにした。

### 晩年
1998年からは石垣市親善大使に就任し、『石井義信杯少年サッカーリーグ』の開催など少年サッカーの普及・発展に務めていた。
2001年からFC東京のアドバイザーに就任。練習グラウンドにも連日姿を現し、コミュニティラジオ局・調布エフエム放送の『FC東京サッカー中継』では解説も務めていた。2004年から日本サッカー協会の技術委員会委員を兼務するなど、後進の指導にあたっていた。
2018年4月26日死去。79歳没。

## 所属クラブ
- 広島県立福山葦陽高等学校
- 1957年 - 1968年 東洋工業蹴球部
- 1968年 - 1975年 藤和不動産サッカー部/フジタ工業クラブサッカー部 (コーチ兼任)

## 職歴
- 1975年 - 1980年[4] フジタ工業 監督
- 1981年 - 1985年[4] 日本サッカーリーグ 常任運営委員
- 1986年 - 1987年[4] 日本代表 監督
- 1988年 - 1990年 フジタ工業 総監督
- 1991年[4] 日本サッカーリーグ2部 総務主事
- 1994年[30] - 1996年 ベルマーレ平塚 取締役強化部長→常務取締役
- 1997年[30] ベルマーレ平塚 顧問
- 1998年[30] - 日本サッカー指導者協議会 副代表
- 2001年[4] - 現在 FC東京 アドバイザー
- 2004年[4] - 日本サッカー協会 技術委員会員

## 個人成績
| 1965   | 東洋   |        | JSL     | 13                   | 0                 |   |   |  |  |
| 1966   | 東洋   |        | JSL     | 10                   | 0                 |   |   |  |  |
| 1967   | 東洋   |        | JSL     | 5                    | 0                 |   |   |  |  |
| 1968   | 藤和   |        | 栃木4部 |                      |                   | - | - |  |  |
| 1969   | 藤和   |        | 栃木1部 |                      |                   | - | - |  |  |
| 1970   | 藤和   |        | 関東    |                      |                   | - | - |  |  |
| 1971   | 藤和   |        | 関東    |                      |                   | - | - |  |  |
| 通算   | 日本   | 日本   | JSL     | 28                   | 0\|\|\|\|\|\|\|\| |   |   |  |  |
| 通算   | 日本   | 日本   | 関東    | \|\|\|\|\|\|\|\|\|\| |                   |   |   |  |  |
| 通算   | 日本   | 日本   | 栃木1部 | \|\|\|\|\|\|\|\|\|\| |                   |   |   |  |  |
| 通算   | 日本   | 日本   | 栃木4部 | \|\|\|\|\|\|\|\|\|\| |                   |   |   |  |  |
| 総通算 | 総通算 | 総通算 | 総通算  | \|\|\|\|\|\|\|\|\|\| |                   |   |   |  |  |

## 代表歴

### 試合数
- 日本代表初出場：1962年9月21日 対シンガポール戦 (シンガポール)[1]
- 国際Aマッチ 1試合 0得点 (1962)[1]

| 日本代表 | 国際Aマッチ | 国際Aマッチ | その他 | その他 | 期間通算 | 期間通算 |
| 年       | 出場        | 得点        | 出場   | 得点   | 出場     | 得点     |
| -------- | ----------- | ----------- | ------ | ------ | -------- | -------- |
| 1962     | 1           | 0           | 0      | 0      | 1        | 0        |
| 通算     | 1           | 0           | 0      | 0      | 1        | 0        |

### 出場
| No. | 開催日         | 開催都市     | スタジアム | 対戦相手     | 結果 | 監督     | 大会         |
| --- | -------------- | ------------ | ---------- | ------------ | ---- | -------- | ------------ |
| 1.  | 1962年09月21日 | シンガポール |            | シンガポール | ●1-2 | 高橋英辰 | 国際親善試合 |

## 監督成績
| 年度    | クラブ | 所属   | リーグ戦 | リーグ戦 | リーグ戦 | リーグ戦 | リーグ戦    | リーグ戦 | カップ戦 | カップ戦 |
| 年度    | クラブ | 所属   | 順位     | 勝点     | 試合     | 勝       | 分          | 敗       | JSL杯    | 天皇杯   |
| ------- | ------ | ------ | -------- | -------- | -------- | -------- | ----------- | -------- | -------- | -------- |
| 1975    | フジタ | JSL1部 | 7位      | 13       | 18       | 5        | 3           | 10       | -        | 準優勝   |
| 1976    | フジタ | JSL1部 | 3位      | 22       | 18       | 9        | 4           | 5        | 準決勝   | 準決勝   |
| 1977    | フジタ | JSL1部 | 優勝     | 60       | 18       | 14       | 1PK勝 2PK敗 | 1        | 優勝     | 優勝     |
| 1978    | フジタ | JSL1部 | 3位      | 46       | 18       | 9        | 3PK勝 4PK敗 | 2        | 準々決勝 | 準決勝   |
| 1979    | フジタ | JSL1部 | 優勝     | 53       | 18       | 12       | 1PK勝 3PK敗 | 2        | 準優勝   | 優勝     |
| 1980    | フジタ | JSL1部 | 準優勝   | 23       | 18       | 10       | 3           | 5        | 準々決勝 | 準々決勝 |
| 1988-89 | フジタ | JSL1部 | 4位      | 36       | 22       | 10       | 6           | 6        | 2回戦    | 準優勝   |
| 1989-90 | フジタ | JSL1部 | 11位     | 17       | 22       | 4        | 5           | 13       | 準決勝   | 準々決勝 |
| 総通算  | 総通算 | 総通算 | -        | -        | 152      | 73       | 35          | 44       | -        | -        |

## 著作
- 『ジュニア入門シリーズ「サッカー」』ベースボールマガジン社、1984年。ISBN 4583024053。
- 『基本レッスン「サッカー」』大修館書店、1990年。ISBN 4469163805。